# 재규어 XJ220

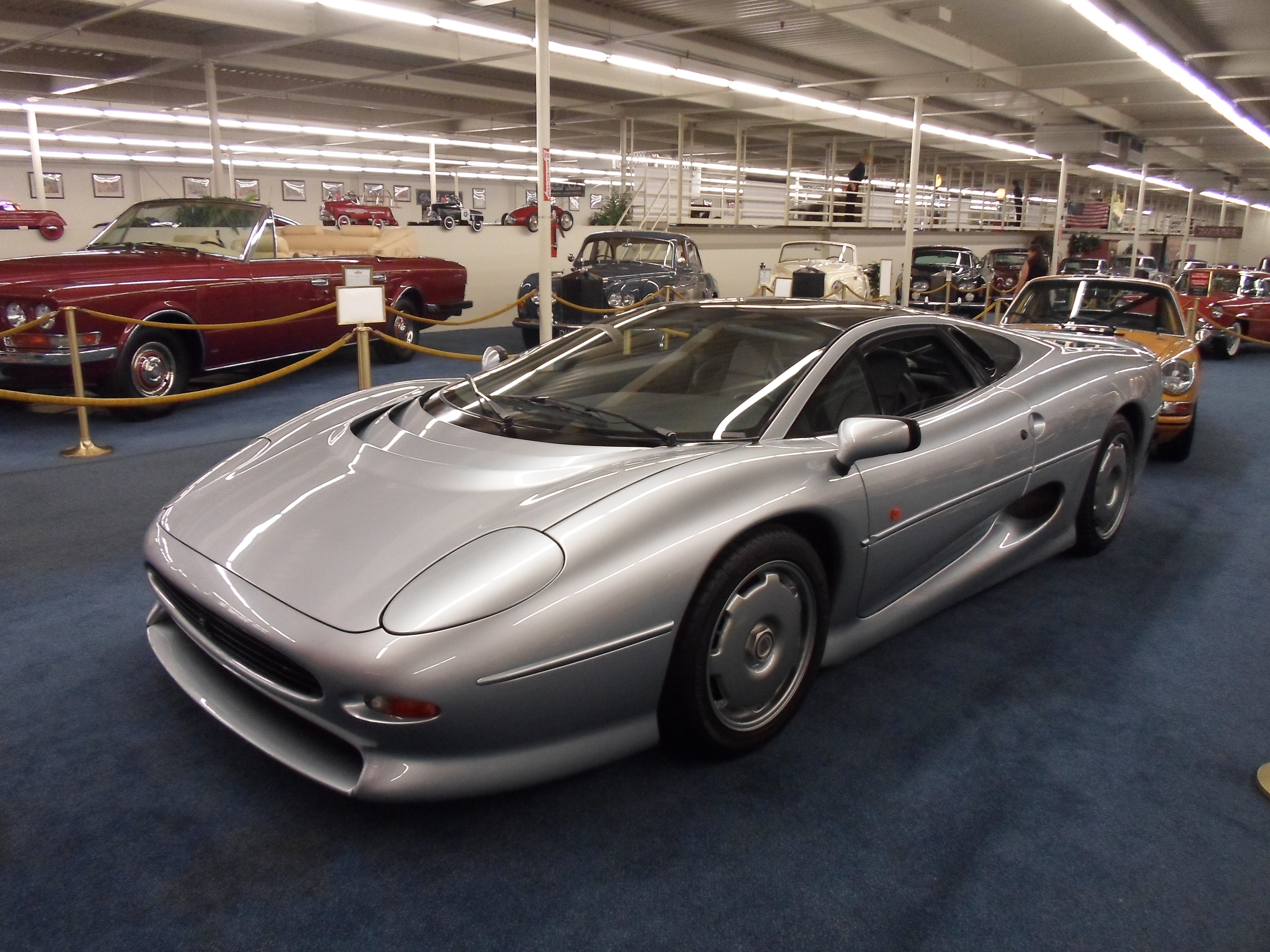
재규어 XJ220 정면의 모습.

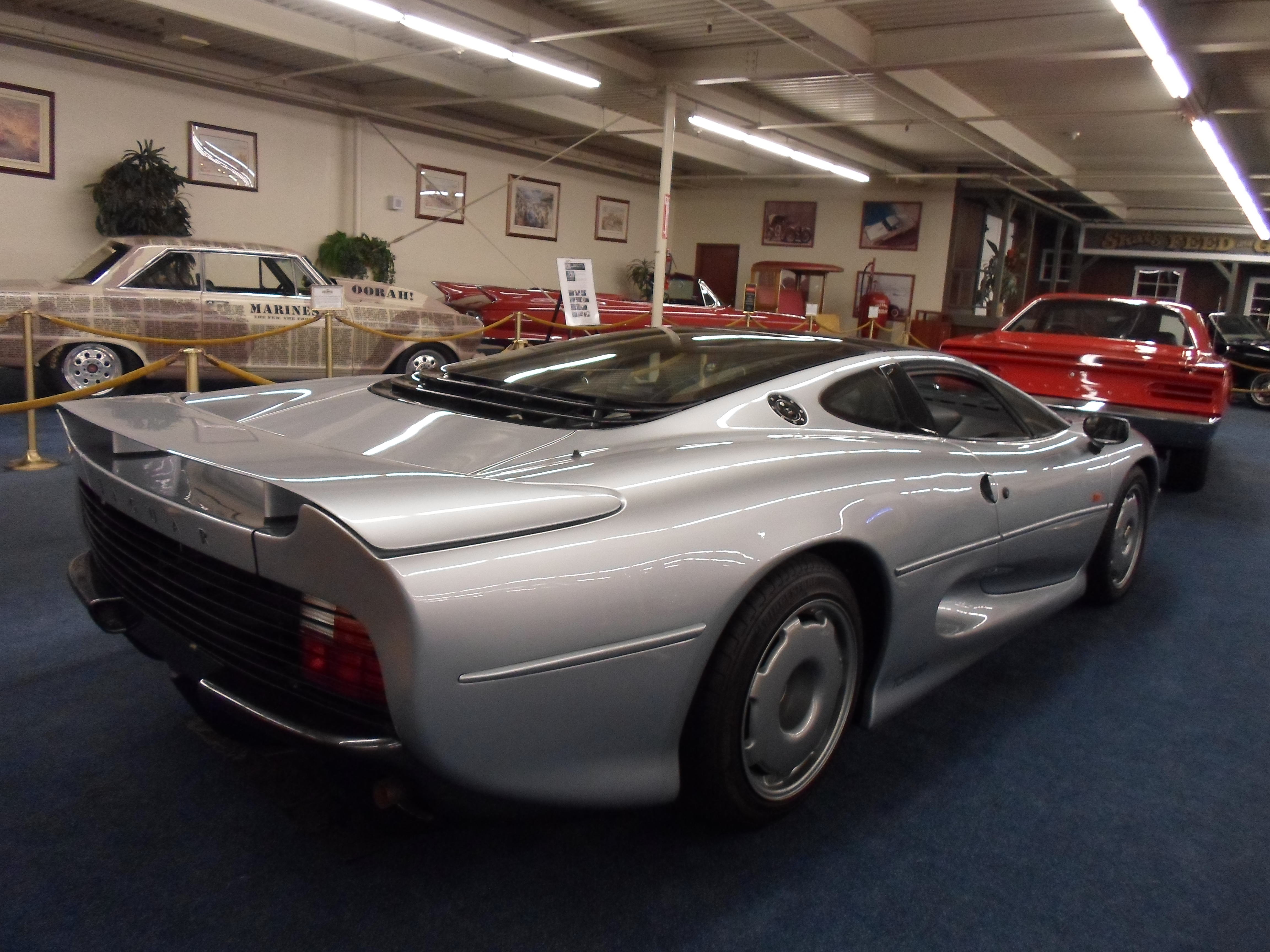
재규어 XJ220 후면의 모습.

재규어 XJ220(영어: Jaguar XJ220)은 재규어 자동차가 톰 월킨쇼우 레이싱과 협업하여 1992년부터 1994년까지 생산한 2인승 슈퍼카이다. XJR-15의 후속 차종으로,  최고 출력 542마력에 최고 속도 341.7km/h의 성능을 발휘하였다. 촉매 변환기가 제거된 XJ220이 이탈리아 나르도 시험 트랙에서 최고 속도 349km/h를 기록하여 1994년에 맥라렌 F1이 발표될 때까지 최고 속도가 가장 빠른 양산차로 기록되었다.
초기 XJ220 컨셉 차량은 1988년 영국 국제 모터쇼에서 공개되었다.

## 양산 버전
XJ220의 양산 버전은 컨셉카에서 많이 변화된 모습으로 1991년 10월에 처음 공식 발표되었다. 가장 큰 변화는 구동 계통과 가위 형태의 문(scissor doors)을 없앴다는 점이다. XJ220의 생산은 톰 월킨쇼우 레이싱이 맡았는데, XJ220의 성능을 위해 4륜구동이 아닌 후륜구동 방식을 채택했고, 커다란 12기통 엔진 대신에 터보차저가 장착된 6기통 엔진을 얹었다. 이로써 XJ220은 540마력이 넘는 최고 출력을 가지게 되었고, 정지 상태에서 시속 60마일까지의 도달 시간을 4초 이내로 단축할 수 있었다.